# Burgundaib

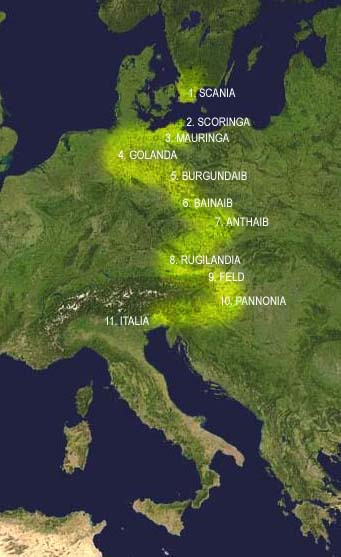
Le principali tappe della migrazione dei Longobardi.

Burgundaib è il nome con il quale l'Origo gentis Langobardorum, ripresa da Paolo Diacono (che però ne muta la grafia in Vurgundaib), indica una delle regioni dove si stabilirono i Longobardi a partire dalla fine del II secolo, dopo le Guerre marcomanniche.
Incerta l'esatta collocazione della regione. Predominante nella storiografia è l'identificazione con l'area compresa tra gli odierni Brandeburgo e Lusazia, a est dell'Elba, in precedenza abitata dai Burgundi. Tale ubicazione deriva dalla ricostruzione etimologica del toponimo come "terra dei Burgundi".

### Fonti primarie
- (LA) Origo gentis Langobardorum, a cura di Georg Waitz, in Monumenta Germaniae Historica. Scriptores rerum Langobardicarum et Italicarum saec. VI-IX, Hannoverae, impensis bibliopolii Hahniani, 1878,  pp. 1-6.
- Paolo Diacono, Historia Langobardorum (Storia dei Longobardi, cura e commento di Lidia Capo, Milano, Lorenzo Valla/Mondadori,  1992).

### Letteratura storiografica
- Lidia Capo, Commento a  Paolo Diacono, Storia dei Longobardi, a cura di Lidia Capo, Milano, Lorenzo Valla/Mondadori, 1992, ISBN 88-04-33010-4.
- Jörg Jarnut, Storia dei Longobardi, traduzione di Paola Guglielmotti, Torino, Einaudi, 1995  [1982], ISBN 88-06-13658-5.
- Sergio Rovagnati, I Longobardi, Milano, Xenia, 2003, ISBN 88-7273-484-3.